# 小倉多加志
小倉 多加志（おぐら たかし、1911年 - 1991年）は、日本のイギリス文学者、翻訳家、実践女子大学名誉教授。
本名・小倉皐（読みは同じ）。1934年京都帝国大学文学部英文科卒。戦後、定年退職まで実践女子大教授を務め、オスカー・ワイルドを専攻とする研究活動をする傍ら、対訳の英語教科書の執筆のほかに、推理小説などの数多くの文芸作品を翻訳した。
日本バートランド・ラッセル協会設立発起人の一人。

## 著書
- 『高等英文法』（小倉皐名義、南雲堂） 1953
- 『明解英文解釈法』（大学書林） 1960
- 『イギリス文学史要説』（南雲堂） 1975

## 翻訳
- 『ギャスケル短篇集』（小倉皐名義、南雲堂） 1952
- 『イギリス世紀末文学 1890年代』（ホルブルック・ジャクスン、千城書店） 1955
- 『乾草の中の恋』（D・H・ローレンス、日本服飾新聞社出版局） 1956
- 『消えた街燈』（ビヴァリイ・ニコルズ、早川書房、世界探偵小説全集） 1958
- 『ヴェルフラージュ殺人事件』（ロイ・ヴィカーズ、早川書房、世界探偵小説全集） 1958
- 『破船』（ヒューバート・クラッカンソープ、白帝社） 1960
- 『聖者・水夫・悪い仲間・にれの木』（V・S・プリッチェット,アンガス・ウィルソン、坂本和男,来住正三共訳、南雲堂、双書20世紀の珠玉）  1960
- 『どこからでも十マイル 他』（P・H・ニュービー、南雲堂、双書・20世紀の珠玉） 1960
- 『迷宮課事件簿 迷宮課シリーズ1』（ロイ・ヴィカーズ、村上啓夫,吉田誠一共訳、早川書房） 1962
- 『アーサー王宮廷のヤンキー』（マーク・トゥウェイン、早川書房） 1963、のち文庫
- 『殺人の色彩』（ジュリアン・シモンズ、早川書房、世界ミステリシリーズ） 1963
- 『生活の知恵』（A.モーロア、南雲堂、南雲堂版現代の教養） 1964
- 『罠』（アンドリュウ・ガーヴ、早川書房、世界ミステリシリーズ） 1964
- 『囚人の友』（アンドリュウ・ガーヴ、早川書房） 1964
- 『失踪者』（ヒラリイ・ウォー、早川書房、世界ミステリシリーズ） 1965
- 『ダイヤモンドの味』（ノエル・クラッド、早川書房、世界ミステリシリーズ） 1965
- 『暗い燈台』（アンドリュウ・ガーヴ、早川書房、世界ミステリシリーズ） 1965
- 『アイ・スパイ』（ジョン・タイガー、早川書房、世界ミステリシリーズ） 1966
- 『標的ナンバー10』（ロバート・シェクリイ、早川書房） 1967
- 『精神寄生体』（コリン・ウィルソン、早川書房） 1969、のち学研M文庫
- 『疾風の年齢』（キャメロン・ホーリイ、早川書房、ハヤカワ・ノヴェルズ） 1970
- 『叔母との旅』（グレアム・グリーン、早川書房） 1970
- 『大学二年生』（バリー・スパックス、早川書房、ハヤカワ・ノヴェルズ） 1970
- 『デラニーの悪霊』（ラモナ・スチュアート、早川書房、ハヤカワ・ノヴェルズ） 1971
- 『神々の糧』（H・G・ウエルズ、早川書房） 1972、のち文庫
- 『山荘綺談』（シャーリイ・ジャクスン、早川文庫） 1972
- 『怪談・奇談』（L・ハーン、潮文庫） 1972
- 『グリーン・マン』（キングズリィ・エイミス、早川書房、ハヤカワ・ノヴェルズ）  1974
- 『大地震』（ジョージ・ホックス、早川書房） 1974
- 『課外教授』（フランシス・ポリーニ、早川書房、ハヤカワ・ノヴェルズ） 1974
- 『ブラジルから来た少年』（アイラ・レヴィン、早川書房） 1976、のち文庫
- 『風とライオン』（ジョン・ミリアス、早川書房、Hayakawa books） 1976
- 『家』（ロバート・マラスコ、早川書房） 1977、のち文庫
- 『リーインカーネーション』（マックス・エールリッヒ、早川書房） 1977
- 『リヴァーサイドの殺人』（キングズリイ・エイミス、早川書房） 1977
- 『侵略の惑星』（アラン・ディーン・フォスター、サンリオ） 1978.7
- 『透きとおった部屋』（フェリース・ピカーノ、早川文庫） 1979
- 『アイランド』（ピーター・ベンチリー、早川書房、Hayakawa novels） 1979.12
- 『ドラキュラのライヴァルたち』（マイケル・パリー編、早川文庫） 1980
- 『ポケット英語で怪奇小説を読もう』（編訳、南雲堂、英語文庫） 1982.3
- 『ファー・コール』（ゴードン・R・ディクスン、早川書房、海外SFノヴェルズ） 1982.6
- 『雪原の炎』（アリステア・マクリーン、早川書房） 1983、のち文庫
- 『レッド・ドラゴン』（トマス・ハリス、早川書房） 1985、のち文庫
- 『海ふかく』（ウィリアム・ホープ・ホジスン、国書刊行会、アーカム・ハウス叢書） 1986.8
- 『呪われし地』（クラーク・アシュトン・スミス、国書刊行会、アーカム・ハウス叢書） 1986.4
- 『母親を喰った人形』（ラムジー・キャンベル、早川文庫） 1987
- 『アルバート公売ります』（マイクル・バタワース、早川文庫） 1988
- 『総統の頭蓋骨』（マイクル・F・アンダースン、早川文庫） 1988
- 『11の物語』（パトリシア・ハイスミス、早川文庫） 1990
- 『デーモン・ナイト』（J・マイケル・ストラジンスキー、早川文庫） 1990
- 『魔の淵』（ヘイク・タルボット、早川書房、ハヤカワ・ミステリ） 2001.4

### ジョン・ディクスン・カー / カーター・ディクスン
- 『時計の中の骸骨』（カーター・ディクスン、早川書房） 1957、のち文庫
- 『別れた妻たち』（カーター・ディクスン、早川書房、世界探偵小説全集） 1957、のち文庫『青ひげの花嫁』
- 『貴婦人として死す』（カーター・ディクスン、早川書房） 1959、のち文庫
- 『引き潮の魔女』（ジョン・ディクスン・カー、早川書房） 1963、のち文庫
- 『火刑法廷』（ジョン・ディクスン・カー、早川文庫） 1976

### アガサ・クリスティー
- 『ポアロ登場 エルキュール・ポアロ事件簿』（アガサ・クリスティー、早川書房） 1959、のち文庫
- 『死人の鏡』（アガサ・クリスティー、早川書房）  1960、のち文庫
- 『死の猟犬』（アガサ・クリスティー、早川書房） 1971、のち文庫
- 『愛の探偵たち』（アガサ・クリスティー、早川文庫） 1980

### ニコラス・ブレイク
- 『血ぬられた報酬』（ニコラス・ブレイク、早川書房） 1960、のち文庫
- 『旅人の首』（ニコラス・ブレイク、早川書房、世界ミステリシリーズ） 1960
- 『証拠の問題』（ニコラス・ブレイク、早川書房） 1962
- 『死のジョーカー』（ニコラス・ブレイク、早川書房、世界ミステリシリーズ） 1964
- 『悪の断面』（ニコラス・ブレイク、早川書房） 1965、のち文庫
- 『秘められた傷』（ニコラス・ブレイク、早川書房、ハヤカワ・ミステリ） 1971

### 「ナポレオン・ソロ」シリーズ
- 『にせ札偽造団 ナポレオン・ソロ4』（ジョン・オーラム、早川書房） 1966
- 『放射能キャラバン追跡 ナポレオン・ソロ7』（ピーター・レスリー、早川書房） 1966
- 『恐怖の巨人衛星 ナポレオン・ソロ9』（デイヴィッド・マクダニエル、早川書房） 1967
- 『世界木枯し作戦 ナポレオン・ソロ11』（J・ハンター・ホーリー 、早川書房） 1967
- 『消えた怪飛行船 ナポレオン・ソロ12』（トーマス・ストラットン、早川書房） 1967
- 『犯罪王レインボー ナポレオン・ソロ14』（ディヴィッド・マクダニエル、早川書房） 1968
- 『スラッシュ株式会社 ナポレオン・ソロ15』（フレドリック・デイヴィス、早川書房） 1968

### 「猿の惑星」シリーズ
- 『猿の惑星』（ピエール・ブール、早川書房、ハヤカワ・ノヴェルズ） 1968
- 『続・猿の惑星』（マイクル・アヴァロン、早川書房、ハヤカワ・ノヴェルズ） 1970
- 『最後の猿の惑星』（デヴィッド・ジェロルド、早川書房、ハヤカワ・ノヴェルズ） 1973
- 『新・猿の惑星』（ジェリイ・パーネル、早川文庫） 1974
- 『猿の惑星 / 明日への脱出』（ジョージ・A・エフィンガー、早川文庫） 1975
- 『猿の惑星 / 逃亡者人間』（ジョージ・A・エフィンガー、早川文庫） 1975
- 『猿の惑星 / 決死の逃亡』（ジョージ・A・エフィンガー、早川文庫） 1975

### 「ドーヴァー警部」シリーズ
- 『誤算 ドーヴァー3』（ジョイス・ポーター、早川書房） 1965、のちハヤカワミステリ文庫 1980
- 『切断 ドーヴァー4』（ジョイス・ポーター、早川書房、） 1969、のち文庫
- 『人質 ドーヴァー8』（ジョイス・ポーター、早川書房、世界ミステリシリーズ） 1978.4
- 『楽勝 ドーヴァー9』（ジョイス・ポーター、早川書房、世界ミステリシリーズ） 1979.9、ハヤカワ・ミステリ 1989.5
- 『昇進 ドーヴァー10』（ジョイス・ポーター、早川書房） 1981

| スタブアイコン | サブスタブ | この項目は、まだ閲覧者の調べものの参照としては役立たない、人物に関連した書きかけの項目です。この項目を加筆・訂正などしてくださる協力者を求めています（P:人物伝/PJ:人物伝）。 |